# 佐藤良二
佐藤 良二（さとう りょうじ、1929年8月3日 - 1977年1月25日）は、旧国鉄バスの車掌。名古屋市から金沢市までを結ぶ名金急行線の路線沿いに桜を植え続け、「太平洋と日本海を桜で結ぶ」という夢の実現に尽力した。

## 来歴
岐阜県郡上郡白鳥町（現：郡上市）出身。1953年、国鉄に入社し、美濃白鳥自動車区（後のJR東海バス美濃白鳥営業所<現在廃止>）に配属。名金急行線の車掌となる。
御母衣ダム建設に伴い、水没地区にある桜の木の移植を撮影記録することを移植作業に助力した愛知県豊橋市の造園業者・庭正造園の丹羽政光から依頼される。その中で、その桜が名金急行線の路線沿いに移植された荘川桜が再び開花した時に花見に来ていた老婦が桜の幹に涙ながらに抱きついているのを目撃し、それにより佐藤の心が動かされ、1966年頃より名金急行線の道路沿いに桜を植え始める。以後、余暇を苗木の手入れや植樹に費やし、生涯を終えるまでに約2,000本の桜を植えたと言われる。
1977年1月25日、血管免疫芽球性リンパ節症のため47歳で死去。

## 植樹活動の影響
彼の活動は、御母衣ダム桜移植の記録撮影を担ったことで、日本さくらの会から表彰されたことや、生前から新聞やテレビで取り上げられていたが、全国的に有名になったのは彼の死後、彼の活動が国語の教科書に取り上げられたことが大きい。また、彼の手記を元に中村儀朋が『さくら道』を出版、1994年には、この本を原作とし、神山征二郎が監督を務めた映画『さくら』が公開され、佐藤役は篠田三郎が演じた。2009年には『さくら道』のタイトルでテレビドラマ化（よみうりテレビ制作）され、緒形直人が佐藤役を演じている。また1994年、名古屋城から兼六園までを2日がかりで走破する、第1回さくら道国際ネイチャーランが開催され、2024年の大会まで毎年4月下旬に行われていた。

## 生活と評判
佐藤について一般的には、桜の撮影から感動して休暇を植樹に費やした、といった「美談」が多いが、生活は決して楽ではなかった。国鉄の給料だけではやっていけず、家計を支える上で自宅を民宿にして営業していた。また、一緒に桜を植えに行った運転士の話だと、彼は給料をほとんど桜につぎ込んでいたこと、同時期に体調を崩しがちで病休が多いことも、給料に反映されていた。そんな状態で家庭を省みないで桜の世話をすることに対する妻の苛立ちは、映画『さくら』でも描かれている。
それでも、名金線は彼なしには語れない。実際、没後30年近くなっても、沿線では「国鉄の良ちゃんを知らんものはおらん」といわれるくらいであった。また、名金線廃止の時も美濃白鳥駅では、白鳥町（当時）によるセレモニーが行われ、町長が彼の功績を讃えていた。
その自宅の民宿「てんご」だが、現在でも営業している。郡上市白鳥地区はスキー場が多く、冬季は学生の合宿に、夏季は建設現場の飯場（宿舎）代わりに利用されている。映画『さくら』撮影時にもスタッフの撮影基地として使われた。出演したキャストのサイン色紙が館内に展示されている。
現役車掌の佐藤の人柄は子ども好きであり「僕、どこへ行くんよ。腹、減っとらんか。」などと話しかけることも多かったという。国鉄バスの輪禍で子供が死亡したとき、国鉄職員の制服で通夜に参列していた佐藤が、ひときわ目立つ嗚咽にむせんでいたという。（佐藤の後輩や佐藤が現役車掌時代に子供であった者の回想伝）
なお佐藤については異なった伝もあり、映画『さくら』を監督する際に神山征二郎が生前の佐藤を知る同僚や同級生に取材したところ、佐藤の人柄について褒める人はおらず、へそ曲がりな変人だという話も聞けたという。